# Aldrin
Aldrin je insekticid, který byl využíván zejména proti klíšťatům, molům a termitům, v menší míře i k moření osiva proti napadání hmyzem.
Jde o perzistentní organickou látku, která je mutagenní, karcinogenní, imuno- a reprotoxická (poškozuje imunitní a reprodukční systém).
V Československu byl používán jen minimálně. V roce 1980 byl vzhledem k jeho nežádoucím účinkům v Československu zakázán.
Mezinárodně je regulován Stockholmskou úmluvou a tzv. POPs protokolem k Mezinárodní úmluvě o znečištění ovzduší přesahujícím státní hranice (LRTAP).